# Lissonota trifasciola
Lissonota trifasciola är en stekelart som beskrevs av Dali Chandra och Gupta 1977. Lissonota trifasciola ingår i släktet Lissonota och familjen brokparasitsteklar. Inga underarter finns listade i Catalogue of Life.